# Tränensäbel
Der Tränensäbel (aus dem englischen lachrymal saber) ist eine Knochenstruktur, die im Schädel verschiedener Fischarten aus der Unterordnung der Drachenkopfverwandten entdeckt wurde. 

## Funktion
Der Tränensäbel ist ein Knochenvorsprung im Schädelbereich unterhalb des Auges, der zumeist am Kopf anliegt. Die Fische können diesen Knochen jedoch bei Gefahr abspreizen, so dass er wie eine Klinge hervorsteht. Hierdurch warnen sie ihre Feinde oder verteidigen sich. Hinzu kommt, dass einige Arten ein Nervengift produzieren, das durch von Tränensäbel verursachte Wunden besser in den Organismus des Feindes gelangt. Das Anlegen und Abspreizen des Tränensäbels wird durch Bewegungen des Oberkiefers gesteuert.
Der Tränensäbel wurde nur bei Drachenkopfverwandten nachgewiesen. Zu den Arten, die diese bewegliche Knochenstruktur besitzen, zählen unter anderem Aetapcus maculatus, verschiedene Steinfische und Stirnflosser.

## Entdeckung
Erstmals wurde der Tränensäbel 2018 von W. Leo Smith, Elizabeth Everman und Clara Richardson an der University of Kansas beschrieben. Unter anderem aufgrund dieser Entdeckungen wurde vorgeschlagen, die Systematik der Drachenkopfverwandten neu zu gliedern und die Wespenfische (Apistidae), die Samtfische (Aploactinidae), die Eschmeyeridae, die Gnathanacanthidae, die Indianerfische (Pataecidae) und die Perryenidae als Unterfamilien einer erweiterten Familie Synanceiidae (bisher nur Steinfische) zuzuordnen. Die Familie der Stirnflosser (Tetrarogidae) wird aufgelöst, da ihre Monophylie nicht nachgewiesen werden konnte, und die Gattungen der Stirnflosser werden direkt, ohne Zuordnung zu einer Unterfamilie, in die Familie Synanceiidae gestellt.